# Municipio de White Oak (condado de Haywood)
El municipio de White Oak (en inglés: White Oak Township) es un municipio ubicado en el  condado de Haywood en el estado estadounidense de Carolina del Norte. En el año 2010 tenía una población de 401 habitantes.

## Geografía
El municipio de White Oak se encuentra ubicado en las coordenadas 35°39′39.36″N 83°1′12.51″O / 35.6609333, -83.0201417.